# Sungai Emas
Sungai Emas is een bestuurslaag in het regentschap Pelalawan van de provincie Riau, Indonesië. Sungai Emas telt 1064 inwoners (volkstelling 2010).